# Emílio Álvarez Canosa
Emílio Álvarez Canosa (Madrid,15 desembre 1915 - Griasca,1997) Conegut com Pinotxo, va ser un sindicalista i militant del Partit Comunista d'Espanya (PCE). Durant la Guerra Civil, va lluitar al bàndol republicà amb Valentín González El Campesino. Exiliat a França, va ser internat en diversos camps de concentració. Durant la Segona Guerra Mundial, va lluitar contra l'ocupació nazi i va esdevenir un heroi de la Resistència i el Maquis. El Govern francès li va atorgar la Creu de Guerra i la Legió d'Honor.

## Biografia
Emilio Álvarez Canosa va néixer al palau del duc d'Osuna i de l'Infantat del carrer de Serrano de Madrid, on el seu pare treballava d'ajudant de cambra i la seva mare de minyona. A partir de 1919, el pare va treballar de forner i la mare de dependenta i es van domiciliar al carrer de Ferran el Catòlic, on van viure fins al 1936. Va estudiar amb els Germans de les Escoles Cristianes i més tard a l'Escola Industrial dels Jesuïtes, on va iniciar estudis de pèrit mecànic. Aviat va entrar en contacte amb joves sindicalistes i es va radicalitzar. Les seves accions, que el van portar diverses vegades a la presó, no van passar desapercebudes per la direcció del PCE que li va oferir encarragar-se de la venda i distribució del Mundo Obrero.
En una de les seves estades a la presó, arran de les vagues d'Astúries de 1934, va conèixer Carmen Martín Belinchón, una jove sindicalista, que havia anat amb els grups Pro-Amnistia a donar suport als represaliats. El 1935, quan ell va ser amnistiat, van oficialitzar la relació i junts van participar en nombroses accions polítiques i culturals als ateneus obrers, biblioteques i Casas del pueblo.
El 1936, després del cop d'estat del 18 de juliol, Álvarez Canosa va marxar al front amb la Milícia del Sindicat d'Arts Gràfiques i Carmen Martín es va incorporar a les tasques de suport de les Milícies Obreres. Es van casar a l'octubre del mateix any.
Álvarez Canosa va combatre amb Valentín González El Campesino i va sobreviure a les més importants batalles de la Guerra Civil. El 15 setembre 1936 al Cerro del Águila, va ser ferit al cap. El 4 gener 1937, a Majadahonda, durant la batalla de Madrid, un tret li va afectar el pulmó. El 25 juliol 1938, comandant el 39 batalló de la 10a Brigada, va ser un dels primers a travessar el riu Ebre i va rebre trets al braç, la cama i el pit.
Amb la desfeta del Bàndol republicà, el 9 febrer 1939 la seva esposa Carmen Martín, amb el primer fill en braços i prenyada del segon, va marxar a l'exili. A Cerbera de la Marenda, a causa de les gèlides temperatures, va contraure una pleuresia greu. Va sobreviure i a l'octubre de 1939 va néixer Tito, el segon fill de la parella.
Álvarez Canosa, l'11 de febrer 1939, en el moment de la Retirada, comandava el batalló de la 46a Divisió. Va ser enviat al Camp d'internament de Vernet d'Ariéja, al castell de Cotlliure i a Bram. No va retrobar la família fins a la primavera de 1940, quan va aconseguir una feina a les mines d'or de Salsinha, a la zona de la Muntanya Negra. Mentrestant la seva esposa i els fills havien estat internats a L'Hospice de St. Rome-en-Carsac, al camp de Sant Llorenç de Cerdans, a Doma i a Sarlat.
El 10 de maig, les tropes de Hitler van envair França i París va capitular. El mariscal Petain va firmar l'Armistici de 22 de juny de 1940. La família Álvarez-Martín es va traslladar a Marsella amb l'esperança d'emigrar a Mèxic. L'esposa i els nens van ser enviats al castell de Montgrand i Álvarez Canosa a Reynarde. Finalment no van poder embarcar. El març de 1941, va trobar feina a les mines de carbó i es van traslladar a Griasca.
El novembre de 1942, l'exèrcit nazi va ocupar tot el país i es va organitzar la resistència. Álvarez Canosa va entrar contacte amb el FTP-MOI,un grup format per immigrants i joves francesos que volien eludir el trasllat obligatori a Alemanya. Amb l'experiència de comandament, adquirida durant els anys de la Guerra Civil Espanyola, es va convertir en un destacat líder, conegut amb el renom de Pinotxo.
Perseguit pels alemanys, es va traslladar a Sarlat i juntament amb José Gonzalvo Úson Petit Pierre, company de la mina, i Angelo Ricco, ex-tinent de les Brigades Internacionals, es va unir als grups que operaven a la Dordonya, formant un petit exèrcit que va protagonitzar espectaculars accions de sabotatge, com ara la destrucció de la central elèctrica de Mausac, la tèrmica de Tuilières i voladures de ponts i línies de ferrocarril al pas dels camions i trens que transportaven material bèl·lic destinat a la Wermacht.
Carmen Martín i els fills, coneguts com Pinotxa i Pinotxin, el van seguir al cap de poc i el nen Emílio, de només sis anys, també va col·laborar fent de correu i portant missatges d'una granja a l'altra.
Els maquisards d'Álvarez Canosa van entrar en contacte amb els Serveis Secrets Britànics (MI6) i van organitzar la recepció dels primers enviaments aèris de material des d'Anglaterra. Amb l'ajuda d'alguns pagesos de la zona, després dels llençaments, anaven a recollir les caixes d'armes i aliments i a recuperar els paracaigudes, que després aprofitaven per confeccionar prendes i sabatilles. Altres col·laboradors van ser Raymond Dronne «Capità Raymond», Manuel Cremades, George Guingouin, Ramón Vila Capdevila, etc.
Arran de l'entusiasme per l'Alliberament de París, els dirigents de la Unión Nacional Española, van idear l'operació de reconquesta d'Espanya, amb l'objectiu de fer caure la dictadura franquista. El 4 d'octubre de 1944 es va iniciar la Invasió de la Vall d'Aràn, comandada per Vicente López Tovar, el qual va confiar a Pinotxo la Brigada 471 de l'Agrupació de Guerrillers de França. L'operació va fracassar i es va ordenar una retirada forçosa. Álvarez Canosa va perdre trenta-dos homes del seu grup.
A finals de 1944, després de seriosos enfrontaments amb els seus caps, descontent amb la política i els objectius del PCE, Álvarez Canosa se'n va distanciar. Va tornar a Griasca i va treballar a la mina fins a la jubilació. El 1948, sota la presidència de Vincent Auriol, va ser reconegut com heroi i condecorat amb la Creu de Guerra 1939-1945 i la Legió d'Honor. Sense renunciar mai a llurs ideals i orígens, la família es va integrar plenament a la societat francesa. Durant la dècada de 1970, va ser escollit diverses vegades regidor de Griasca.
A primers de novembre de 1996, Álvarez Canosa i Carmen Martín Belinchón van ser convidats als actes que el govern de Felipe González havia preparat a Madrid per retre homenatge als supervivents de les Brigades internacionals. La primera recepció estava programada per al 4 de novembre. Malauradament, el dia abans, 3 de novembre, Carmen Martín va morir al costat del seu marit en el taxi que els traslladava a l'hotel. Álvarez Canosa va morir a Griasca el 1997.